# Jaera nordmanni
Jaera nordmanni är en kräftdjursart som först beskrevs av Martin Heinrich Rathke 1837.  Jaera nordmanni ingår i släktet Jaera och familjen Janiridae.
Artens utbredningsområde är havet utanför Grekland.

## Underarter
Arten delas in i följande underarter:
- J. n. guernei
- J. n. massiliensis
- J. n. illyrica
- J. n. balaerica
- J. n. brevicaudata
- J. n. occidentalis